# Per Kjellin
Per Henning Kjellin (Borås, 9 de mayo de 1960) es un deportista sueco que compitió en judo.
Ganó una medalla de bronce en el Campeonato Europeo de Judo de 1985, en la categoría de –78 kg. Participó en los Juegos Olímpicos de Los Ángeles 1984, donde finalizó decimocuarto en la categoría de –78 kg.

## Palmarés internacional
| Campeonato Europeo | Campeonato Europeo | Campeonato Europeo | Campeonato Europeo |
| Año                | Lugar              | Medalla            | Categoría          |
| ------------------ | ------------------ | ------------------ | ------------------ |
| 1985               | Hamar (Noruega)    | Medalla de bronce  | –78 kg             |